# الریان (سوریه)
الرَیان (به عربی: الریان و به انگلیسی: Al-Rayyan) شهری در استان حمص و جنوب خاوری شهر حمص است. بر پایه آمارهای سال ۲۰۰۴ جمعیت این شهر ۴٬۸۷۶ نفر است.